# 山水綠生態公園
25°01′20″N 121°37′27″E / 25.0221°N 121.62421°E
山水綠生態公園，前身是山豬窟垃圾衛生掩埋場，位於臺灣臺北市南港區南深路37號。總面積65公頃，掩埋面積35公頃，掩埋物品容積為617萬立方公尺，為臺北市第二座大型衛生掩埋場。2010年起臺北市已達到「垃圾零掩埋全回收」的目標，現已轉型為廢棄物暫置場，負責廢棄物拆解回收作業，同時部分場區已改為「山水綠生態公園」。

## 歷史
在1970年前，山豬窟曾是臺北市主要的垃圾堆置場之一 ，但由於堆置量過多造成崩塌，且距離主要市區較遠，於1970年後臺北市的家戶垃圾改集中於葫洲里垃圾掩埋場（內湖垃圾山）。
1992年，山豬窟被選定為接替福德坑垃圾衛生掩埋場的新掩埋場地點 ，經一年整建後，於1994年6月18日啟用「山豬窟垃圾衛生掩埋場」，接替已經飽和的福德坑垃圾衛生掩埋場。
最初規劃於2004年底停止使用並關閉掩埋場，但因臺北市推動垃圾減量及資源回收，在2004年底時仍有可用容積46萬立方公尺，因此延長使用至2010年底。而在2010年因可用容量仍有25萬立方公尺，因此再次延長期限至2020年底。2020年繼續延長使用期限至2030年底，或設計掩埋容積用盡之日。
由於臺北市已於2010年達到「垃圾零掩埋」的目標，因此於2011年改做為負責廢棄物拆解回收作業的廢棄物暫置場，並將部分掩埋地區改設為生態公園，並命名為「山水綠生態公園」。

## 外部連結
- 山水綠生態公園  臺北旅遊網 （页面存档备份，存于）
- 山豬窟山水綠的Facebook專頁